# Grundorgan
Als Grundorgane bezeichnet man in der Pflanzenmorphologie Sprossachse, Blatt und Wurzel. Die Grundorgane können nicht voneinander abgeleitet werden, „sie sind nicht homologisierbar und sie üben verschiedene Basisfunktionen aus“. Es sind Grundorgane, weil aus ihnen alle anderen Organe abgeleitet werden können. Ihre Lage im Gefüge, „ist bei den Kormophyten stets gleich: Blätter stehen immer an Sprossachsen, niemals an Wurzeln“.
Der Begriff Grundorgan stammt von Alexander Braun: „So erscheinen uns denn Stengel, Blatt und Wurzel als wesentlich verschiedene Theile des vegetabilischen Organismus, als auf der Verschiedenheit der Bildungsrichtungen des Pflanzenlebens beruhende Grundorgane desselben. Ihre sichere und scharfe Unterscheidung ist die Grundfeste der Morphologie. […] Blätter und Stengel gehören, wie wir oben bemerkt haben, der Wurzel gegenüber als Ganzes zusammen […].“ Braun geht aus von der Dualität Wurzel-Spross und unterscheidet dann am Spross Achse und Blatt.
Betont man die Funktionalität, dann gibt es einerseits die beiden Achsen Sprossachse und Wurzelachse, die Wurzelachse gleicht sich durch sekundäres Wachstum der Sprossachse an. Andererseits haben wir an der Sprossachse das Blatt und an der Wurzelachse im Bereich der Wurzelspitze Wurzelhaare und Wurzelhaube.
Julius Sachs betont die Dualität und unterscheidet zusätzlich zu den vegetativen Grundorganen die reproduktiven Grundorgane. Er kommt auf drei Organkategorien:
„1) Die vegetativen Organe: Wurzel und Spross.
Innerhalb der reproduktiven Organe:
2) Die Sporangien mit den Sporen.
3) Die Gametangien: die weiblichen Archegonien und die männlichen Antheridien.“